# Ivan Fuqua
Ivan Fuqua (anglès: Ivan William Fuqua)  (Decatur, 9 d'agost de 1909 - Raleigh, 14 de gener de 1994) va ser un atleta estatunidenc, especialista en curses de velocitat, que va competir durant la dècada de 1930.
El 1932 va prendre part en els Jocs Olímpics de Los Angeles, on va guanyar la medalla d'or en la prova dels 4x400 metres relleus del programa d'atletisme. Formà equip amb Edgar Ablowich, Karl Warner i Bill Carr i establiren un nou rècord del món de la prova amb un temps de 3'08.2". El 1933 i 1934 guanyà el títol de l'Amateur Athletic Union dels 400 metres.
Estudià a la Universitat d'Indiana i durant la Segona Guerra Mundial es va allistar a la Marina.

## Millors marques
- 200 metres llisos. 21.2" (1933)
- 400 metres llisos. 47.0" (1933)[1][2]